# Tetrandromyces weirianus
Tetrandromyces weirianus är en svampart som beskrevs av W. Rossi & Santam. 2000. Tetrandromyces weirianus ingår i släktet Tetrandromyces och familjen Laboulbeniaceae.   Inga underarter finns listade i Catalogue of Life.